# Minestrone
Un minestrone (« soupe de légumes », minestra en italien) est une variante de soupe de légumes épaisse de la cuisine italienne, souvent enrichie de pâtes ou de riz et servie accompagnée de Parmigiano Reggiano râpé,.
L'auteur culinaire Angelo Pellegrini a affirmé que la base du minestrone est un bouillon de haricots et que les haricots borlotti (également appelés haricots romains) « sont les haricots à utiliser pour le véritable minestrone ».

## Présentation
Les ingrédients courants du minestrone comprennent le chou vert, les haricots blancs secs, les carottes, le céleri branche, les pommes de terre, les petits pois, les tomates, l'oignon, l'ail, le basilic, l'huile d'olive, ainsi que diverses sortes de pâtes. Le minestrone est un plat qui change selon les régions et les saisons, et se décline en de nombreuses variantes, rendant impossible une recette unique,. Une préparation générique consiste à ajouter à un oignon et des carottes frits, les légumes choisis, coupés en morceaux plus ou moins fins et auxquels on ajoute de l'eau ou du bouillon jusqu'à ébullition, un liquide dans lequel les légumes vont ensuite cuire au-dessus d'un feu. Il est souvent enrichi de parmesan râpé avant d'être servi sur la table. Il peut également être cuisiné avec de la viande ou du lard frais.
En hiver, on y trouve du chou de Milan, du chou noir, des brocolis, du fenouil, des poireaux ; au printemps, des petits pois et des fèves ; en été, des courgettes, des haricots verts, des aubergines, des tomates, des haricots borlotti ; en automne, de la courge et des champignons ; et toute l'année des oignons, des carottes, du céleri, des pommes de terre, des blettes et de la chicorée.
La cuisson aussi varie : les légumes peuvent être bouillis dans l'eau ou d'abord rissolés dans une base de soffritto (hachis de céleri, carottes et oignons).
Les ingrédients, le mode de préparation, la consistance et même la manière de le consommer varient selon la tradition du lieu où sont nées les différentes recettes. L'une des variantes les plus célèbres est le minestrone génois qui consiste à ajouter du pesto avant de le servir sur la table. Au Québec, une province du Canada, on apprête souvent la minestrone en remplaçant les haricots blancs secs ou haricots romains par des haricots rouges.

## Histoire
Traditionnellement, le minestrone était préparé avec les légumes du moment disponibles en cuisine, permettant de consommer même ceux peu frais, mais surtout ceux peu digestes sans une longue cuisson. Pour cette raison, il était considéré comme l'un des plats pauvres par excellence, typique de la cuisine paysanne italienne. Avec l'évolution de la situation économique et des habitudes alimentaires, il est devenu au fil du temps un plat également apprécié dans d'autres milieux sociaux et parfois aussi proposé par les restaurants les plus recherchés.
Certaines des origines les plus anciennes du minestrone sont antérieures à l'expansion des tribus latines de Rome dans ce qui est devenu la royauté romaine (plus tard la République romaine et l'Empire romain, lorsque le régime alimentaire local était « végétarien par nécessité » et se composait principalement de légumes tels que comme les oignons, les lentilles, le chou, l'ail, les fèves, les champignons, les carottes, les asperges et les navets.
À cette époque, le plat principal d'un repas aurait été la pulte, une bouillie simple mais copieuse de farine d'épeautre cuite dans de l'eau salée, à laquelle tous les légumes disponibles auraient été ajoutés.
Ce n'est qu'au IIe siècle av. J.-C., lorsque Rome conquiert l'Italie et monopolise les réseaux commerciaux et routiers, qu'une immense diversité de produits inonde la capitale et commence à modifier son alimentation, et par association, l'alimentation de l'Italie, notamment avec l'inclusion plus fréquente de viandes, y compris comme bouillon pour les soupes. La farine d'épeautre est également retirée des soupes, car le pain a été introduit dans le régime alimentaire romain par les Grecs, et la pulte est devenue un repas en grande partie pour les pauvres.
Les anciens Romains reconnaissaient les bienfaits pour la santé d'une alimentation simple ou « frugale » (du latin fruges, nom commun donné aux céréales, légumes et légumineuses), les soupes de légumes épaisses et les légumes restant un aliment de base.
L'ancien livre de cuisine de Marcus Apicius, De re coquinaria, décrit le polus, une soupe romaine datant de 30 après J.-C. composée de farro, de pois chiches et de fèves, avec des oignons, de l'ail, du saindoux et des légumes verts.
Au fur et à mesure que les habitudes alimentaires et les ingrédients changent, le minestrone évolue également. Apicius met à jour les pultes et les pulticulae avec des garnitures de fantaisie telles que de la cervelle cuite et du vin.
La tradition de ne pas perdre ses racines rurales se poursuit aujourd'hui, et le minestrone est maintenant connu en Italie comme appartenant au style de cuisine appelé cucina povera (littéralement « cuisine pauvre »), c'est-à-dire des plats qui ont des racines rustiques et rurales, par opposition à la cucina nobile, ou le style de cuisine de l'aristocratie et des nobles.

## Étymologie
Le mot minestrone signifiant soupe de légumes épaisse, est attesté en anglais dès 1871, venant de l'italien minestrone, l'augmentatif de minestra, « soupe », ou plus littéralement, « ce qui est servi », de minestrare, « servir » et mot apparenté à « administrer » comme dans « administrer un remède ».
En italien moderne, il y a trois mots correspondant au mot « soupe » : zuppa, qui est utilisé dans le sens de soupe de tomate, ou soupe de poisson ; minestra, qui s'emploie dans le sens d'une soupe plus consistante telle qu'une soupe de légumes, et aussi pour les soupes « sèches », à savoir les plats de pâtes ; et « minestrone », qui signifie une soupe ou un ragoût très substantiel, bien que le sens soit maintenant associé à ce plat particulier.
Le mot minestrone est également utilisé au sens figuré pour désigner un ensemble de choses différentes confuses, désordonnées, telles que : « Cette émission de télévision est un minestrone de nouvelles et de services. »

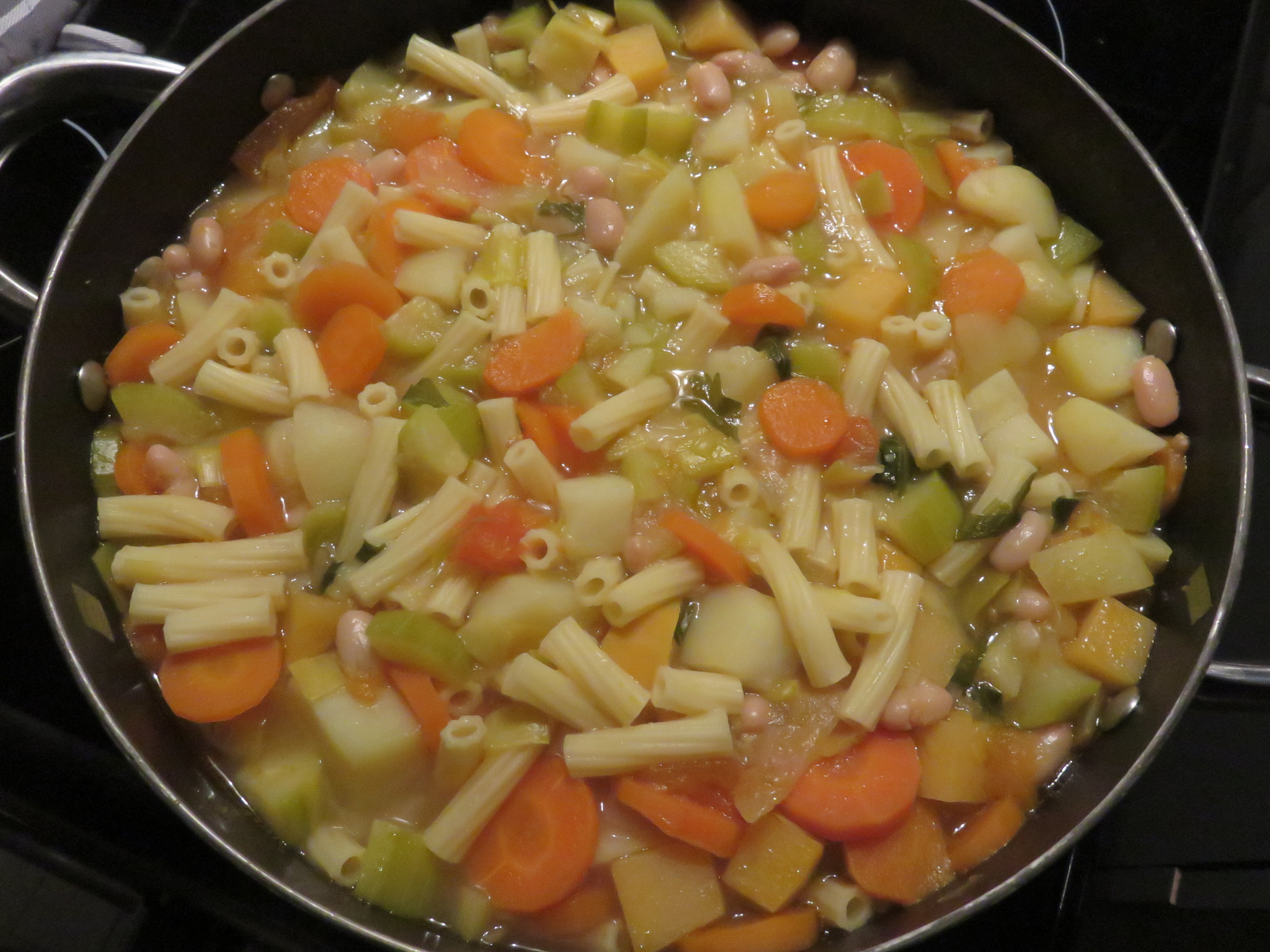
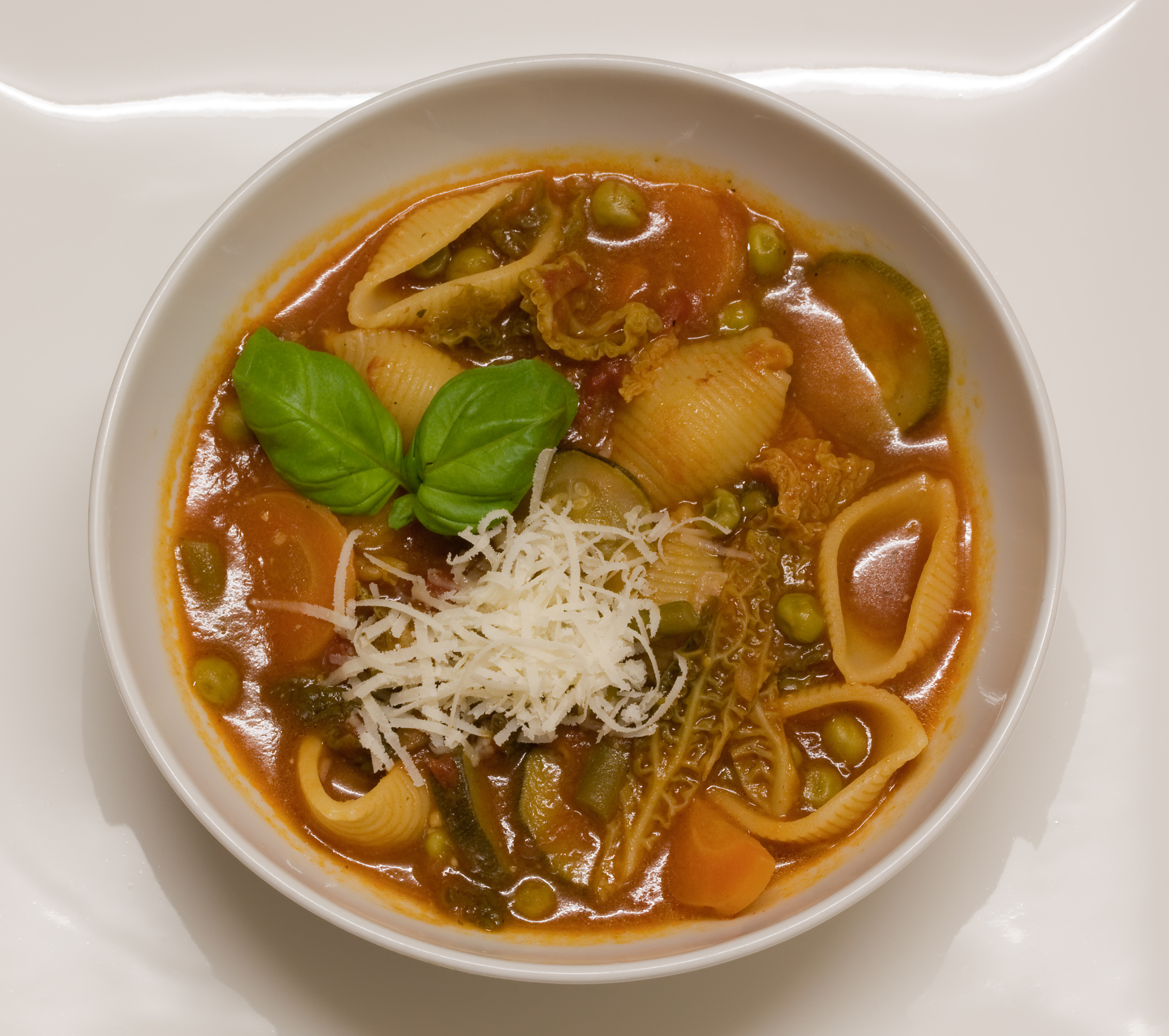
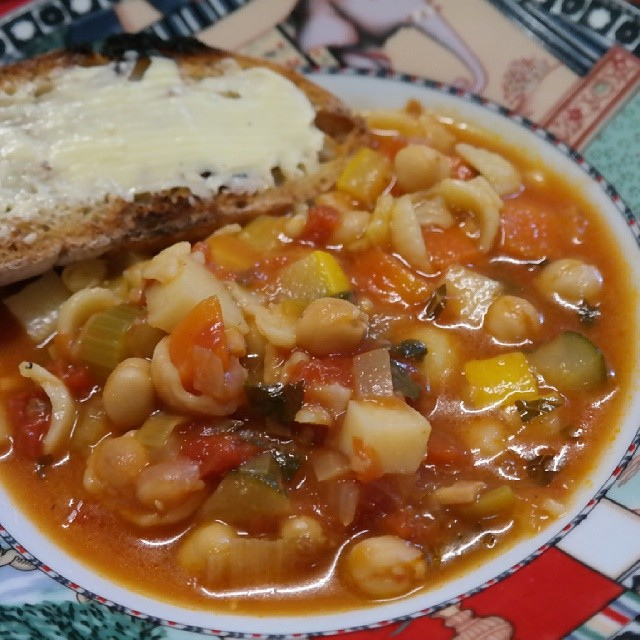
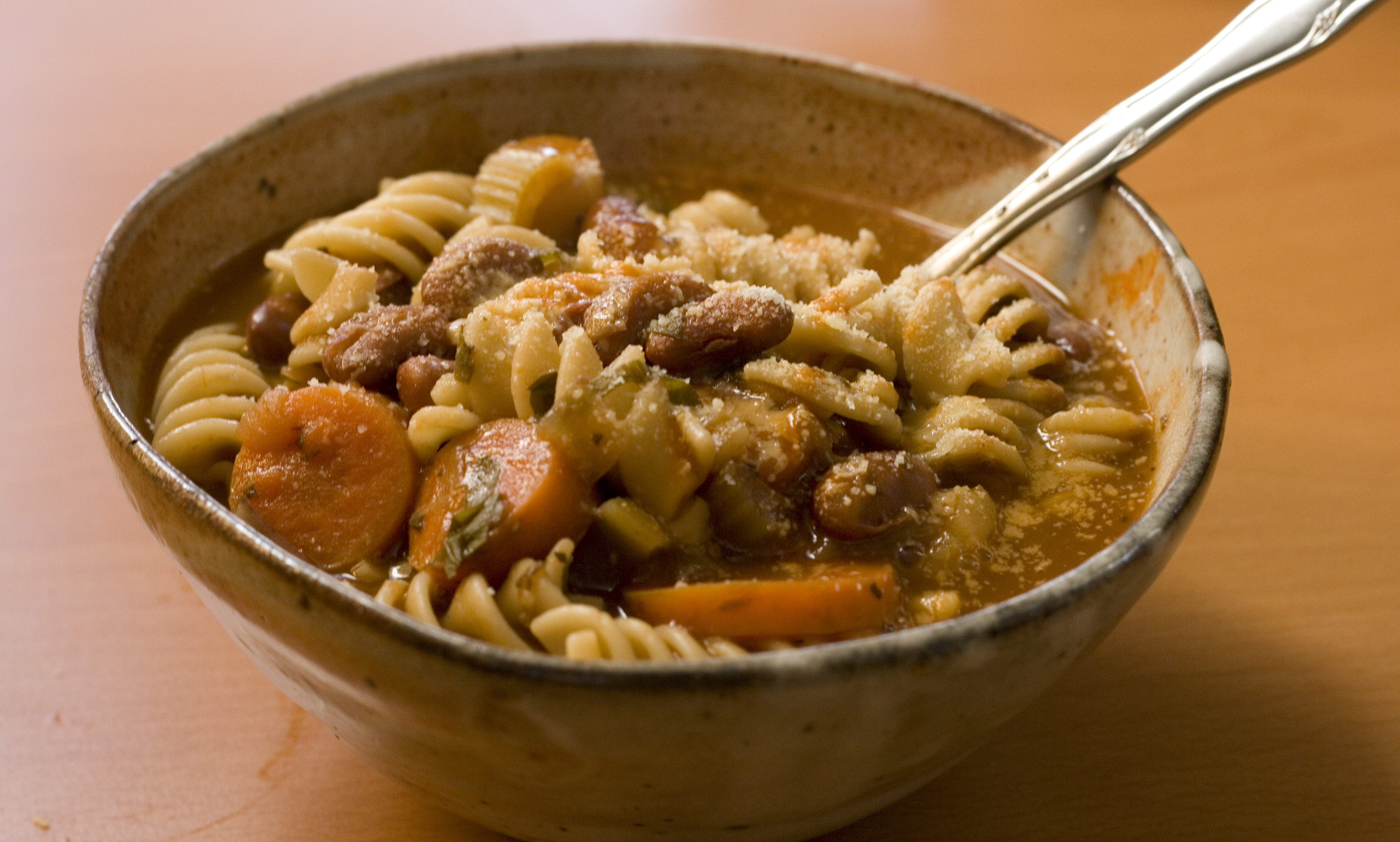

## Minestrone congelé
Les légumes propres et hachés pour la préparation du minestrone, crus et non assaisonnés, sont également vendus sous forme de produit surgelé. L'avantage réside dans la rapidité de préparation, mais par rapport au minestrone préparé à partir de légumes frais, celui à base de légumes surgelés est généralement jugé moins bon.

## Variantes

### Alla milanese
En Lombardie, il comporte du riz et, en saison, du chou de Milan. Il s'enrichit de pancetta et/ou de couenne, ajoutés au soffritto ou au moment de servir. Il est souvent parsemé de Grana Padano.

### Alla genovese
Riche en légumes, des aubergines aux haricots verts, en Ligurie, il est assaisonné de pesto genovese. Il est servi chaud en hiver, tiède ou froid en été. Il est proche de la soupe au pistou provençale.

### Toscano
Très riche en légumes, avec de l'épeautre ou des pâtes, en Toscane, le minestrone local prévoit souvent de la pancetta tesa locale ou du lardo di Colonnata.

### Piemontese
Très dense, au Piémont, on y cuit des pâtes fraiches aux œufs. Il peut être agrémenté d'un os de jambon ou d'une carcasse de volaille, ajoutés pendant la cuisson.

### Minestra
Minestra est une variante de Malte, qui utilise le kunserva (une pâte de tomate épaisse), les pommes de terre, le chou-rave, le chou-fleur et parfois les spaghettis.

### Makrouna jeria
Variante de la minestra de Tunisie avec tomate, piment, harissa, carotte, céleri, pois chiches, ail, oignon, viande (notamment du kaddid), fèves, petits pois, lentilles et pâtes de type tubetti lisci.

### Menestrónéquatorien
Le menestrón équatorien est une soupe à base de haricots ou de lentilles accompagnée de pommes de terre, de nouilles, de macaronis, d'oignons, de tomates et de poivrons et garnie de basilic et d'origan. Il est généralement consommé pour le déjeuner.

### Ménestronpéruvien

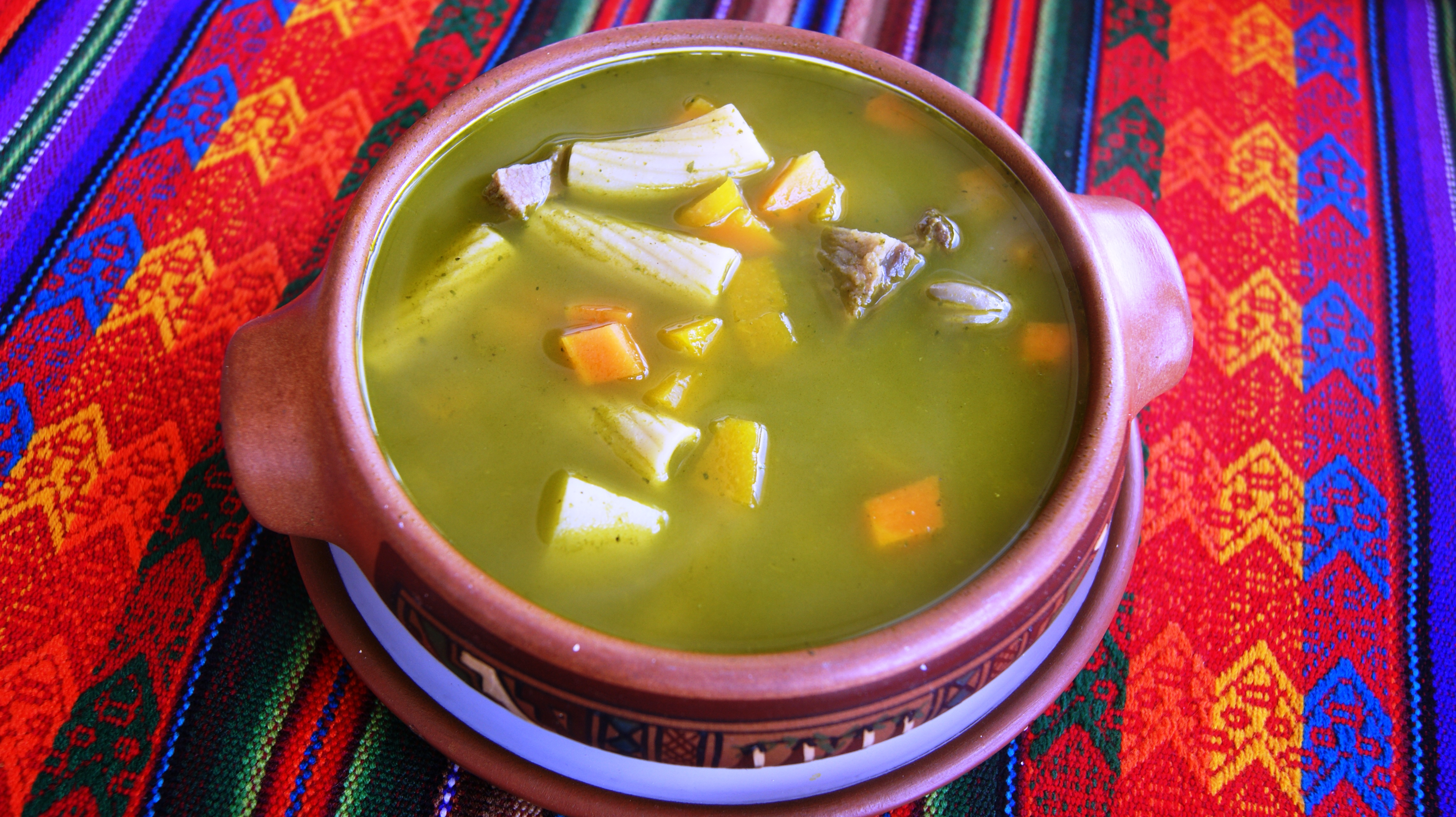
Ménestron péruvien.

Le ménestron péruvien est composé de pâtes épaisses, de viande, de chou, de carotte, d'oignon, d'ail, de basilic et de fromage râpé, auxquels ont été ajoutés des ingrédients typiquement péruviens comme le maïs, les haricots et les patates blanches.

### Menestrónvénézuélien
Le menestrón vénézuélien est fait avec des pois secs cuits dans un bouillon pour obtenir une soupe épaisse qui contient des légumes (carottes, pommes de terre, haricots verts), des petites pâtes ou du riz et des produits à base de viande (dés de jambon fumé, côtelette de porc fumée, désossée et hachée, bacon fumé, saucisse). D'autres ingrédients tels que les pois tendres, les pois chiches, les grains de maïs sont également utilisés de temps en temps. Dans certaines maisons vénézuéliennes, il est fait avec des haricots rouges.

## Dans la culture
Giorgio Gaber dans sa chanson Destra-Sinistra (1994) compare le minestrone à la minestrina (bouillon ou consommé avec de petites pâtes) en déclarant qu'une « jolie minestrina est à droite / le minestrone est toujours de gauche ».